# Kathisma
Im Bereich der Liturgie der orthodoxen Kirchen hat der Begriff Kathisma (Plural: die Kathismata, auf Deutsch ungefähr mit Sitzung wiederzugeben) folgende Bedeutungen:

## Kathisma als Psalmengruppe
Im engeren Sinne bezeichnet der Begriff Kathisma einen von insgesamt 20 etwa gleich langen Abschnitten des Psalters nach der in der orthodoxen Kirche üblichen Einteilung. Diese werden im Stundengebet der orthodoxen Mönche in einem festen Wochenrhythmus gelesen. Jedes Kathisma besteht aus drei Stasis genannten Unterabschnitten, nach denen jeweils eine Doxologie folgt. Bei der Psalmenlesung sitzt man, während die Doxologie im Stehen gesprochen wird.
Einteilung des Psalters in Kathismata (Zählung der Psalmen nach der Septuaginta):
| Kathisma | Stasis | Psalmen    |      | Kathisma | Stasis         | Psalmen    |                | Kathisma        | Stasis | Psalmen       |                         | Kathisma | Stasis | Psalmen       |
| -------- | ------ | ---------- | ---- | -------- | -------------- | ---------- | -------------- | --------------- | ------ | ------------- | ----------------------- | -------- | ------ | ------------- |
| I        | 1      | 1, 2, 3    |      | VI       | 1              | 37, 38, 39 |                | XI              | 1      | 77            |                         | XVI      | 1      | 109, 110, 111 |
| I        | 2      | 4, 5, 6    | 2    | VI       | 40, 41, 42     | 2          | 78, 79, 80     | XI              | 2      | 112, 113, 114 |                         | XVI      |        |               |
| I        | 3      | 7, 8       | 3    | VI       | 43, 44, 45     | 3          | 81, 82, 83, 84 | XI              | 3      | 115, 116, 117 |                         | XVI      |        |               |
| II       | 1      | 9, 10      | VII  | 1        | 46, 47, 48     | XII        | 1              | 85, 86, 87      | XVII   | 1             | 118,1-72                |          |        |               |
| II       | 2      | 11, 12, 13 | VII  | 2        | 49, 50         | XII        | 2              | 88              | XVII   | 2             | 118,73-131              |          |        |               |
| II       | 3      | 14, 15, 16 | VII  | 3        | 51, 52, 53, 54 | XII        | 3              | 89, 90          | XVII   | 3             | 118,132-176             |          |        |               |
| III      | 1      | 17         | VIII | 1        | 55, 56, 57     | XIII       | 1              | 91, 92, 93      | XVIII  | 1             | 119, 120, 121, 122, 123 |          |        |               |
| III      | 2      | 18, 19, 20 | VIII | 2        | 58, 59, 60     | XIII       | 2              | 94, 95, 96      | XVIII  | 2             | 124, 125, 126, 127, 128 |          |        |               |
| III      | 3      | 21, 22, 23 | VIII | 3        | 61, 62, 63     | XIII       | 3              | 97, 98, 99, 100 | XVIII  | 3             | 129, 130, 131, 132, 133 |          |        |               |
| IV       | 1      | 24, 25, 26 | IX   | 1        | 64, 65, 66     | XIV        | 1              | 101, 102        | XIX    | 1             | 134, 135, 136           |          |        |               |
| IV       | 2      | 27, 28, 29 | IX   | 2        | 67             | XIV        | 2              | 103             | XIX    | 2             | 137, 138, 139           |          |        |               |
| IV       | 3      | 30, 31     | IX   | 3        | 68, 69         | XIV        | 3              | 104             | XIX    | 3             | 140, 141, 142           |          |        |               |
| V        | 1      | 32, 33     | X    | 1        | 70, 71         | XV         | 1              | 105             | XX     | 1             | 143, 144, 145           |          |        |               |
| V        | 2      | 34, 35     | X    | 2        | 72, 73         | XV         | 2              | 106             | XX     | 2             | 146, 147                |          |        |               |
| V        | 3      | 36         | X    | 3        | 74, 75, 76     | XV         | 3              | 107, 108        | XX     | 3             | 148, 149, 150           |          |        |               |

Beispiel für die Verteilung der Kathismen in der Psalmodie von Orthros und Vesper in den Wochen (1.) zwischen dem Thomas-Sonntag (Sonntag nach Ostern) bis zum Abschluss des Festes der Kreuzerhöhung (21. September), (2.) von der Vorfeier der Geburt des Herrn (20. Dezember) bis zum Abschluss des Festes der Theophanien (14. Januar) und (3.) in den letzten beiden Vorfasten-Wochen: 
|            | Orthros          |       | Vesper |
| Sonntag    | II, III, XIX (1) |       |        |
| Montag     | IV, V            | VI    |        |
| Dienstag   | VII, VIII        | IX    |        |
| Mittwoch   | X, XI            | XII   |        |
| Donnerstag | XIII, XIV        | XV    |        |
| Freitag    | XIX, XX          | XVIII |        |
| Samstag    | XVI, XVII        | I     |        |

Insgesamt gibt es sechs Ordnungen für die Verteilung der Kathismata in der Psalmodie der Stundengebete: (1.) das angeführte Beispiel für die liturgische „Sommerzeit“, in der im Orthros zwei Kathismata gelesen werden; (2.) für die entsprechende komplementäre „Winterzeit“, in der drei Kathismata im Orthros vorgesehen sind; und (3.) vier sich unterscheidende Ordnungen für die Wochen der Großen Fastenzeit und die Heilige und Hohe Woche. Für die Große Fastenzeit ist ein zweimaliger wöchentlicher Durchgang durch den gesamten Psalter vorgesehen – daher wird dann auch in den kleinen Horen jeweils ein Kathisma gelesen.
Die Reihe der Kathismata beginnt immer mit dem I. Kathisma in der Vesper am Samstagabend. Für den Orthros am Sonntag schließt bei der im Beispiel angegebenen Jahreshälfte an das II. und III. Kathisma noch die erste Stasis des XIX. Kathismas an (Polyeleos).

## Poetisches Kathisma
Bei sog. poetische Kathismen oder Sedalen handelt es sich um Troparien, die im Stundengebet innerhalb der Psalmodie oder des Kanons auf eine kleine Ektenie folgen. Im ersten Teil des Orthros folgt auf die drei Psalmenkathismen je ein poetisches Kathisma, wovon die ersten zwei aus je zwei Troparien und einem Theotokion (Marienlobpreis) bestehen. Das dritte poetische Kathisma ist an den Sonntagen, mit Ausnahme von Festen, die ihre eigenen Katismen haben, auf die Hypakoi reduziert worden. Poetische Kathismen stehen immer auch nach der dritten Ode des Orthros.

## Kathisma als Teil des Gottesdienstes
Im weiteren Sinne bezeichnet Kathisma auch einen Teil des Gottesdienstes, währenddessen man sitzen kann. Das Sitzen ist in der orthodoxen Sonntagsliturgie sehr selten, weswegen orthodoxe Kirchen für Laien über keine Sitzbänke verfügen und nicht bestuhlt sind. Das Stundengebet der Mönche kennt aber das Sitzen während der oben erwähnten Psalmenlesung und auch während bestimmter anderer Lesungen zu besonderen Anlässen. Während der Lesung der Kathismen sitzt man, aber an deren Ende erhebt man sich zur Doxologie und zum Gebet.